# 西城卢家大院
西城卢家大院，位于中国福建省尤溪县西城镇团结村，清末始建，为卢家祖屋，民国十六年（1927年）扩建。二进砖木结构，由外濠沟、演兵场、山门、围墙、大坪、门厅、中堂、后跨院、正堂、后花台及东西护厝、堡楼、兵营等几部分组成，南北宽65米，东西长57米，占地面积9984平方米，建筑面积3825平方米。1934年7月，粟裕领导的红军北上抗日先遣支队，曾进驻卢家大院，保留有大量红军标语。2009年11月16日公布为第七批福建省文物保护单位。